# Društvo slovenskih sodnikov hokeja na ledu
Društvo slovenskih sodnikov hokeja na ledu (kratica DSSHL) je društvo, ki združuje slovenske hokejske sodnike. Društvo je bilo ustanovljeno leta 2004 z namenom opravljanja storitev sojenja hokeja na ledu. Članstvo DSSHL obsega 45 aktivnih sodnikov in 5 kontrolorjev sojenja. Med člani so sodniki, ki sodijo na mladinskih prvenstvih vseh divizij in članskih prvenstvih nižjih divizij ter na tekmovanjih kontinentalnega pokala (Continental Cup), lige prvakov (CHL) in v ligah EBEL, EBYSL, EBJL ter AHL.
Društvo vsako leto prireja letne seminarje za podaljšanje sodiških licenc.

## Sodniki
Glej tudi Kategorija:Slovenski_hokejski_sodniki.
- Matej Arlič
- Miha Bajt
- Anže Bergant
- Robert Bohinc
- Miha Bulovec
- Žare Bundalo
- Ervin Čamdžič
- Boris Čebulj
- Jan Černe
- Jaka Čertanc
- Gaber Črv
- Igor Dremelj
- Aleš Fajdiga
- Gašper Franc
- Sašo Gruškovnjak
- Henrik Hoffman
- Matjaž Hribar
- Roman Iskra
- Nejc Japelj
- Blaž Javornik
- Robert Jeram
- Luka Kamšek
- Črt Kralj
- Marko Kužner
- Aleš Lešnjak
- Borut Lešnjak
- Blaž Lomovšek
- Črt Lukančič-Mori
- Matevž Mali
- Grega Markizeti
- Grega Miklič
- Nataša Pagon
- Tilen Pahor
- Zoran Pahor
- Marko Popovič
- Damir Rakovič
- Gregor Režek
- Gregor Rojko
- Matej Rojko
- Zoran Rozman
- Tadej Snoj
- Aleš Škofic
- Klemen Tičar
- Luka Tominc
- Viki Trilar
- Boštjan Turk
- Viktor Vodišek
- Igor Zaletel
- Jaka Gašper Zgonc
- Darko Zorko
- Milan Zrnič
- Matjaž Žargi
- Luce Žitnik
- Tim Žižek